# Mezinárodní den za úplné odstranění jaderných zbraní
Mezinárodní den za úplné odstranění jaderných zbraní, známý také jako Den za odstranění jaderných zbraní, je mezinárodní připomínkový den vyhlášený Organizací spojených národů, který se každoročně koná 26. září. Den propaguje důvody jaderného odzbrojení. Svátek byl založen v roce 2013.

## Historie
Dne 26. září 2013 uspořádalo Valné shromáždění OSN své vůbec první zasedání na vysoké úrovni o jaderném odzbrojení. Rezoluce, která svolala setkání, uvedla, že OSN je „přesvědčena, že jaderné odzbrojení a úplné odstranění jaderných zbraní jsou zásadní pro odstranění nebezpečí jaderné války.“ Dne 3. prosince přijalo Valné shromáždění rezoluci 68/32, potvrzující, že setkání na vysoké úrovni podpořilo zrušení jaderných zbraní, a vyhlašuje každoroční Mezinárodní den za úplné odstranění jaderných zbraní na výročí zasedání. 26. září také koresponduje s výročím falešného sovětského jaderného poplachu v roce 1983, kdy chyby v sovětském systému včasného varování generovaly falešné zprávy o příchozích mezikontinentálních balistických raketách. Nicméně usnesení vyhlašující svátek  na tuto událost výslovně neodkazovalo.
V březnu 2014 Meziparlamentní unie přijala rezoluci vyzývající poslance, aby „propagovali a připomínali“ Den za odstranění jaderných zbraní a aby pracovali na celosvětovém zrušení jaderných zbraní. První připomínkový den se konal v září 2014. V květnu 2018 v návaznosti na zasedání na vysoké úrovni z roku 2013 a v souladu s rezolucí 68/32 uspořádala OSN konferenci na vysoké úrovni o jaderném odzbrojení. K účasti byly přizvány nevládní organizace a akademici i politici z členských států. Ke Dni za odstranění jaderných zbraní v roce 2019 se v sídle OSN konala ceremonie, při které 12 států podepsalo a 5 ratifikovalo Smlouvu o zákazu jaderných zbraní, která byla dokončena v roce 2017. Smlouva vstoupila v platnost v roce 2021.
Během připomínkového dne 2023 generální tajemník OSN António Guterres řekl, že „geopolitická nedůvěra a konkurence“ zvýšily riziko jaderného konfliktu zpět na úroveň studené války. Znovu potvrdil „závazek OSN pro svět bez jaderných zbraní“. Ve Spojeném království byl skupině aktivistů z Campaign for Nuclear Disarmament odepřen přístup na základnu RAF Lakenheath provozovanou americkým letectvem, kde plánovali provést „inspekci“. Ve Spojeném království nejsou k roku 2023 umístěny žádné americké jaderné zbraně, ale podle analytiků by mohly být v budoucnu vráceny do Lakenheathu, kde byly umístěny v letech 1954 až 2007. V Japonsku uspořádala skupina nevládních organizací a Informační kancelář OSN symposium o jaderném odzbrojení, ke kterému se připojili úředníci ministerstva zahraničí.